# Chantesse
Chantesse is een gemeente in het Franse departement Isère (regio Auvergne-Rhône-Alpes) en telt 295 inwoners (2004). De plaats maakt deel uit van het arrondissement Grenoble.

## Geografie
De oppervlakte van Chantesse bedraagt 5,8 km², de bevolkingsdichtheid is 50,9 inwoners per km².
De onderstaande kaart toont de ligging van Chantesse met de belangrijkste infrastructuur en aangrenzende gemeenten.

## Demografie
Onderstaande figuur toont het verloop van het inwonertal (bron: INSEE-tellingen).